# کپسا

کپسا (Capsa) نامی برای خانوادهٔ تجزیه و تحلیل و عیب‌یابی بسته است تا مدیران شبکه بتوانند روی شبکه‌های سیمی و بی‌سیم نظارت کرده یا اشکالات آن را به سادگی برطرف کنند.
در حال حاضر، سه نسخه کپسا در دسترس است. این سه نسخه عبارتند از نسخه تجاری، نسخه حرفه‌ای و نسخه رایگان.

## کارکرد
- گرفتن بسته‌های برخط شبکه‌های سیمی و بی‌سیم
- نظارت بر پهنای باند و ترافیک - (کدام ماشین در حال دانلود یا تماشای برخط ویدئو است؟)
- تجزیه و تحلیل پروتکل‌های پیشرفته - (چه پروتکل‌های شبکه‌ای در شبکه شما به کار گرفته شده‌است؟ HTTP - web browsing, MSN - chatting)
- نظارت بر رفتار شبکه چندگانه - (کاربران چه می‌کنند؛ وب کاوی، گفتگو)
- تشخیص شبکه خبر - (در شبکه من مسئله یا حمله‌ای وجود دارد؟)
- واقع‌نگاری رخدادهای شبکه - (چه کسی و چه زمانی از وب‌سایت دیدن کرده‌است؟ / با چه کسی گفتگو کرده‌است ؟ / به چه کسی ایمیل فرستاده‌است؟)
- حفاظت از محتوای ایمیل - (نیاز به نگه داشتن یک نسخه از تمامی ایمیل‌های ارسال شده یا دریافت شده توسط کاربران شبکه شما به عنوان مدرک)
- گزارش‌های سریع و بصری - (نیاز به گراف‌ها و نمودارهای غنی در گزارش‌ها و ارائه‌ها)
- رمزگشایی بسته‌ها in-depth - (اطلاعات اصلی در تعاملات شبکه چیست؟)

## ویژگی‌های پیشرفته
- گرفتن بسته‌ها از یک یا چند کارت شبکه
- تجزیه و تحلیل فرایندها و محتوای هر بسته
- تهیه آماری از آدرس‌های آی‌پی و آدرس مک
- تجزیه و تحلیل پروتکل (Data link -> Application Layer)
- تشخیص ۴۰ نوع از مشکل‌های شبکه
- نمایش آماری گرافها
- هشدار برای ناهنجاری‌های شبکه
- بسته‌های خروجی و واقع نگاری در فایل
- واقع‌نگاری از DNS, web browsing, Email, FTP & IM services
- واقع‌نگاری از سرویس‌های سامانه نام دامنه، وب گردی، رایانامه، اف‌تی‌پی و IM

## نسخه تجاری کپسا
نسخه تجاری کپسا سرآمد خانواده تحلیل‌گر بسته کلاسافت است. هر دو شبکه اترنت و بی‌سیم محلی را پشتیبانی می‌کند. این نسخه، تحلیل و گرفتن بسته برخط را مشابه تجزیه و تحلیل اتفاق‌های گذشته انجام می‌دهد. این یک ابزار برای مدیران شبکه است و به آن‌ها کمک می‌کند تا با کارهای روزانه شبکه روبه‌رو شوند و با مشکل‌های متعدد شبکه مقابله کنند.

## نسخه حرفه‌ای کپسا
نسخه حرفه‌ای کپسا یک تحلیل‌گر بسته اترنت است که برای مدیران شبکه‌های حرفه‌ای یا شبکه‌های تجاری کوچک طراحی شده‌است. این تحلیل‌گر یک ابزار مقرون به صرفه جهت نظارت، عیب‌یابی و تحلیل ترافیک شبکه بوده و به آسانی قابل استفاده‌است.

## نسخه رایگان کپسا
نسخه رایگان کپسا یک تحلیل‌گر بسته اترنت رایگان است که توسط کلاسافت جهت استفاده‌های شخصی طراحی شده‌است. این تحلیل‌گر به‌عنوان ابزاری برای یادگیری پروتکل‌ها، بسته‌ها و دیگر دانش‌های مرتبط با شبکه بسیار کاربردی بوده.

## مقایسه نسخه‌ها
| ویژگی                 | توضیحات                                             | نسخه تجاری        | نسخه حرفه‌ای       |
| --------------------- | --------------------------------------------------- | ----------------- | ----------------- |
| نوع شبکه              | اترنت                                               | ۱۰۰۰ مگابیت/ثانیه | ۱۰۰۰ مگابیت/ثانیه |
| نوع شبکه              | بی‌سیم محلی                                          | بلی               |                   |
| مبدل‌های چندگانه       | دریافت بسته‌ها از مبدل‌های چندگانه سیمی               | بلی               | بلی               |
| IP آدرس‌های محلی       | تعداد IP آدرس‌های LAN که می‌توانند همزمان تحلیل شوند. | ۱۰۰۰۰             | ۱۰۲۴              |
| پروژه                 | در حال اجرا به‌طور همزمان                            | ۴                 | ۴                 |
| TAP                   | ضبط ترافیک از TAP                                   | بلی               | بلی               |
| سرعت پخش              | سرعت عادی و سرعت سریع                               | هر دو             | هر دو             |
| گزارش                 | سفارشی کردن و خروجی گزارش درHTML/PDF/MHT            | بلی               |                   |
| تشخیص                 | تب Diagnosis برای مشکل‌های یافت شده                  | بلی               |                   |
| نمایه تحلیل‌های امنیتی | ماژول تجزیه و تحلیل‌های امنیتی پیشرفته               | بلی               |                   |
| سیستم‌های عامل         | Windows XP                                          | بلی*              | بلی               |
| سیستم‌های عامل         | Windows Server 2003                                 | بلی*              | بلی               |
| سیستم‌های عامل         | Windows Server 2008                                 | بلی               | بلی               |
| سیستم‌های عامل         | Windows Vista                                       | بلی               | بلی               |
| سیستم‌های عامل         | Windows 7                                           | بلی               | بلی               |

*تحلیل ترافیک بی‌سیم در این نسخه از سیستم عامل پشتیبانی نمی‌شود.